# Обсада на Видин (1878)
Вижте пояснителната страница за други значения на Обсада на Видин.
Обсадата на Видин по време на Руско-турската война (1877-1878) е част от операциите на Западния армейски корпус на румънската армия за прочистване на Северозападна България от османски войски през януари – февруари 1878 г.

## Оперативна обстановка
След падането на Оряхово през ноември и обсадата на Плевен на 28 ноември/10 декември 1877 г. Видинската и Белоградчишката крепости остават единствените опорни пунктове на османските сили в Северозападна България. Тези два гарнизона наброяват общо над 18 000 бойци с повече от 100 оръдия.
Отбранителните съоръжения на Видин са изградени на основата на стара крепост. Състоят се от 2 кръга за отбрана. Външният включва: ров (запълнен с вода с дълбочина 10 м., опасващ днешния квартал Калето), бруствер (подсилен с 9 бастиона с по 5 оръдия с дебелина до 6 м.), насип и р. Дунав. Вътрешният отстои от външния на 500 – 1000 м и представлява разположената край Дунав цитадела Баба Вида (използвана тогава за склад на боеприпаси), обкръжена с ров, запълнен с вода. Отбранителната позиция е уязвима в направлението от с. Смърдан и с. Иново. Там е подсилена с 3 редута и ложименти. Гарнизонът е от 12 000 войника.

## Ход на военните действия

### Боеве през 1877 г.
След като завземат Арчар и Назър махала, в първите дни на 1878 г. румънските части (командир генерал Хараламба) достигат подстъпите на Видинската крепост (командир Иззет паша). Блокадата започва на 9/21 януари, поддържана от румънска дивизия на левия бряг на Дунав при Калафат.

#### Боеве през 1878 г.
На 12/24 януари е предприет щурм на крепостта. Превзети са редутите при Татарджик, Райновци и Рупци. Защитниците, загубили 700 души, са изтласкани и от село Смърдан. Загубите на румънците надхвърлят 400 убити и ранени. На 13/25 януари османски части контраатакуват при Смърдан и Иново, но са отблъснати.
В края на януари румънците започват артилерийска бомбардировка на видинските укрепления, която продължава 9 дни.

## Турско изтегляне
Иззет паша отхвърля предложенията за капитулация. На 11/23 февруари (седмици след Одринското примирие) получава заповед от султана за предаване на крепостта. На следващия ден 12/24 февруари 1878 г. османските войски се изтеглят от Видин.